# 曹莉莉
曹莉莉（1954年1月—），陕西榆林人，中华人民共和国政治人物。中共中央党校在职研究生学历。1973年3月加入中国共产党。曾任陕西省人民政府民政厅厅长、渭南市市长等职。现任陕西省人大常委会委员、省人大财经委主任。

## 生平

### 从政经历
曹莉莉早年一直在陕西基层工作；1981年调入西安市环卫局，并开启仕途；曾先后担任共青团西安市委副书记，西安市妇联主席；1994年，曾赴香港，参加中国第二期高级公务员经济管理班培训。1995年10月，升任陕西省妇联副主席、党组副书记；1998年2月，任省妇联主席；2003年1月，接替王东峰，出任中共渭南市委副书记、市长；2008年2月，任陕西省民政厅厅长兼省老龄委办公室主任。
2013年1月，当选第十二届陕西省人大常委会委员，任财经委员会主任。